# Балканджи
Балканджи́ (с болгарского — балканцы) — болгарская фолк-метал-группа, чья музыка опирается на смесь болгарской фольклорной музыки и хеви-метала.
Значительная часть текстов включает в себя болгарские фольклорные мотивы. Почти все песни группы поются по-болгарски. В текстах часто встречаются устаревшие слова, которые не употребляются в современном разговорном языке. Группа предпочитает писать свои песни, не используя уже имеющиеся фольклорные.

## История
Группа была создана в 1999 году Кириллом Яневым и Николаем Баровским. Первую страницу в её истории открывает песня «Аз тебе, либе, съм залюбил», демоверсия которой была записана в домашних условиях. Текст песни был написан болгарским поэтом Константином Николовым. С этой песней группа приняла участие в конкурсе на радио «Хоризонт» в 2000 году, где заняла первое место, после чего была записана профессиональная версия песни.
После того, как к группе присоединились барабанщик Александр Стоянов и бас-гитарист Владимир Левиев, «Балканджи» развернули активную творческую деятельность и записали демоверсии нескольких песен. В 2001 году группа опять приняла участие в конкурсе радио «Хоризонт», где снова заняла первое место с песней «Крали Марко».
Вскоре к группе присоединяется оперная певица Инна Занфирова, с которой «Балканджи» дозаписывают демоверсию своего первого альбома. Через некоторое время группу покидают Стоянов и Левиев, а на их место приходят барабанщик Николай Трайков и бас-гитарист Христо Пашов, а также гитарист Спас Димитров. Обновлённые «Балканджи» назначают свой первый концерт на 29 ноября 2001 года.
Дебютный альбом «Балканджи» называется «Пробуждане», он содержит 9 композиций (+ бонус на английском). Он был записан и спродюсирован лично Кириллом Яневым и Николаем Баровским, поскольку музыкальные компании не проявили к группе никакого интереса.
8 декабря 2008 года вышел второй альбом группы, который называется «Змей». Альбом является концептуальным.

## Музыканты
- Кирилл Янев — вокал, гитара.
- Николай Баровский — клавишные, кавал, вокал.
- Калин Христов — ударные.
- Владимир Левиев — бас.
- Александр Стоянов — ударные, вокал.
- Николай Трайков — барабаны, кавал.
- Христо Пашов — бас.
- Теодора Тодорова — труба, вокал.
- Явор Пачовски — клавишные.
- Валентин Моновски — тамбура, вокал.
- Спас Димитров — акустическая гитара, тамбура, вокал.
- Рая — труба.
- Явор Джерманов — гитара.
- Инна Занфирова — вокал.
- Яна Шишкова — вокал.

## Дискография
- Пробуждане (2001)
- Змей (2008)